# Vinyan
Vinyan is een Belgisch-Frans-Australische-Britse (Engels gesproken) arthouse thriller-horrorfilm uit 2008 onder regie van Fabrice Du Welz. Deze won de juryprijs op het Filmfestival van Sitges 2008 en werd er tevens genomineerd voor de prijs voor beste film. Vinyan werd daarnaast genomineerd voor de Grand Prix op het Internationaal filmfestival van Vlaanderen-Gent 2008.

## Verhaal
Het is zes maanden na de tsunami in de Indische Oceaan, waarin Paul (Rufus Sewell) en Jeanne Bellmer (Emmanuelle Béart) hun zoontje Joshua verloren. Terwijl hij probeert door te gaan met zijn leven, heeft zij de hoop nog niet opgegeven. Ze koopt onder meer alvast schoentjes voor Joshua die hem passen zodra hij terugkomt. Zolang zijn dode lichaam niet aangetroffen wordt, bestaat er voor haar de mogelijkheid dat ze hem levend terugvinden.
Paul en Jeanne zijn in Phuket om er te kijken naar beelden die documentairemaakster Kimberly 'Kim' Park (Julie Dreyfus) filmde in Birma. Hiervan wil ze een filmpje maken om in te zetten in een campagne die moet benadrukken dat de internationale gemeenschap hulp moet bieden. Jeanne schrikt op als ze een klein jongetje in beeld ziet verschijnen in een rood Manchester United-shirtje. Ze denkt zeker te weten dat het Joshua is, die er tussen een groepje weeskinderen in een vijver staat. Paul kan hem niet duidelijk onderscheiden, maar daardoor ook niet zeggen dat het Joshua niét is. Omdat hij vindt dat ze elke strohalm moeten aangrijpen om Joshua eventueel terug te vinden én om zeker te weten dat hij niet in handen van kinderhandelaars is gekomen, stemt hij in met Jeannes wens om te gaan zoeken.
De grenzen van Birma zijn gesloten, maar Park wijst ze erop dat zij via een man genaamd Thaksin Gao (Petch Osathanugrah) veilig het land in en heelhuids terugkwam. Wanneer ze hem hebben gevonden, trekken Jeanne en Paul samen met hem en zijn schipper Sonchaï (Amporn Pankratok) de jungle van Birma in om dorp na dorp af te zoeken in de omgeving waar Park haar beelden schoot. Daarbij komen ze amper tot geen volwassene tegen, maar wel meer en meer wilde kinderen. Tijdens hun reis treffen ze ook verschillende personen die ongeacht de middelen beter willen worden van Paul en Jeanne, zoals een man die hun een Aziatisch jongetje in een Manchester United-shirt probeert te verkopen als Joshua. De zoektocht, stress, teleurstellingen en vervreemdende omgeving eist steeds meer haar tol van de redelijkheid en het verstand van de Bellmers.

## Titelverklaring
Thaksin Gao legt tijdens een festival in Birma uit dat een Vinyan een boze geest is die is blijven hangen. Daarom worden er tijdens een evenement verlichte ballonnen de lucht ingestuurd op deze geesten te begeleiden.

## Overige cast
| Acteur            | Personage |
| ----------------- | --------- |
| Josse De Pauw     | Matthias  |
| Omm               | Sara      |
| Joey Boy          | Boomsong  |
| Teerawat Mulvilai | Khun      |
| Saichia Wongwirot | Petch     |
| Borhan Du Welz    | Joshua    |
| Surin Foofung     | Lek       |